# Scathophaga guérini
Scathophaga guérini är en tvåvingeart som först beskrevs av Robineau-desvoidy 1830.  Scathophaga guérini ingår i släktet Scathophaga och familjen kolvflugor. Inga underarter finns listade i Catalogue of Life.